# حسین‌دهیش
سیارموالی، روستایی از توابع بخش مرکزی شهرستان دهویزه در استان خوزستان ایران است.

## جمعیت
این روستا در شهرستان هویزه قرار دارد و براساس سرشماری مرکز آمار ایران در سال ۱۳۸۵، جمعیت آن ۷۳ نفر (۱۱خانوار) بوده‌است.